# Rychlov (Kněžice)
Rychlov (německy Richlau) je malá vesnice, část obce Kněžice v okrese Jihlava. Nachází se asi 1,5 km na sever od Kněžic. V roce 2009 zde bylo evidováno 10 adres. V roce 2001 zde trvale žilo 8 obyvatel.
Rychlov leží v katastrálním území Rychlov u Kněžic o rozloze 1,18 km2.

## Název
Název vznikl podle pověsti, ve které se píše, že čert běžel z místního vrchu a přitom křičel „rychle, rychle“. Název se vyvíjel od varianty Rychlow (1480, 1528, 1678), Richlow (1718), Rychlow (1720), Richlow (1751), Richlau a Rjchlow (1846), Richlau a Rychlov (1872) až k podobě Rychlov v letech 1881 a 1924. Místní jméno vzniklo přidáním přivlastňovací přípony -ov k osobnímu jménu Rychel.

## Historie
Od roku 1869 přísluší ke Kněžicím.

## Obyvatelstvo
Podle sčítání 1930 zde žilo v 10 domech 50 obyvatel. 50 obyvatel se hlásilo k československé národnosti. Žilo zde 50 římských katolíků.
| Rok            | 1869 | 1880 | 1890 | 1900 | 1910 | 1921 | 1930 | 1950 | 1961 | 1970 | 1980 | 1991 | 2001 | 2011 |
| -------------- | ---- | ---- | ---- | ---- | ---- | ---- | ---- | ---- | ---- | ---- | ---- | ---- | ---- | ---- |
| Počet obyvatel | 66   | 57   | 84   | 56   | 51   | 52   | 50   | 43   | 44   | 25   | 16   | 12   | 8    | 9    |
| Počet domů     | 11   | 12   | 12   | 11   | 10   | 10   | 10   | 10   | .    | 8    | 5    | 9    | 9    | ?    |

## Přírodní poměry
Rychlov leží v okrese Jihlava v Kraji Vysočina. Nachází se 4 km jižně od Brtnice, 9 km severozápadně od Okříšek a 7 km severovýchodně od Kněžic. Geomorfologicky je oblast součástí Česko-moravské subprovincie, konkrétně Křižanovské vrchoviny a jejího podcelku Brtnická vrchovina, v jehož rámci spadá pod geomorfologický okrsek Puklická pahorkatina. Průměrná nadmořská výška činí 565 metrů. Východně od vsi protéká řeka Brtnice, na níž se severně rozkládá Rychlovský rybník.

## Hospodářství a doprava
Obcí prochází silnice III. třídy č. 4055. Dopravní obslužnost zajišťují dopravci ICOM transport a TRADO-BUS. Autobusy jezdí ve směrech Jihlava, Třebíč, Brtnice.